# 1998年のアメリカンリーグチャンピオンシップシリーズ
1998年の野球において、メジャーリーグベースボール（MLB）のポストシーズンは9月29日に開幕した。アメリカンリーグの第29回リーグチャンピオンシップシリーズ（英語: 29th American League Championship Series、以下「リーグ優勝決定戦」と表記）は、10月6日から13日にかけて計6試合が開催された。その結果、ニューヨーク・ヤンキース（東地区）がクリーブランド・インディアンス（中地区）を4勝2敗で下し、2年ぶり35回目のリーグ優勝およびワールドシリーズ進出を果たした。
両球団がポストシーズンで対戦するのは、前年の地区シリーズに次いで2年連続2度目。今シリーズでは審判員、特にテッド・ヘンドリーの判定が物議を醸した。
- 第2戦で球審を務めた際の、ストライクゾーンが広すぎるとの声が両球団から挙がる。インディアンスのオマー・ビスケルは「ジョークだろ」、ヤンキース監督のジョー・トーリは「ストライク判定された球のうち何球かは竹竿でも届かない」と苦言[2]
- その試合の延長12回表無死一塁でインディアンスのトラビス・フライマンがバントを転がし、一塁手ティノ・マルティネスが処理して一塁へ送球するも、その送球がフライマンの背中に当たって逸れ、一塁走者エンリケ・ウィルソンが生還する。ヤンキースは、フライマンがファウルラインの内側を走っていたとして守備妨害を主張するが、ヘンドリーは認めず。これが決勝点となって敗戦したあと、球団オーナーのジョージ・スタインブレナーが判定をこき下ろし、リーグから罰金を科される[3]
- 第6戦の3回裏無死一塁でヤンキースのチリ・デービスが二ゴロを放ち、二塁手ウィルソンは遊撃手ビスケルへ送球する。一塁走者バーニー・ウィリアムスは二塁封殺と思われたが、ビスケルの足が捕球前に二塁を離れていたとしてヘンドリーはセーフの判定を下す。リプレイ映像ではビスケルが捕球時に二塁を踏んでいたことが明らかだったうえ、インディアンスが二死後スコット・ブロシアスに本塁打を浴びたことから、GMのジョン・ハートが批判[4]

この年はレギュラーシーズン中から審判員の判定に疑問を呈される場面が多かったが、今シリーズでその問題が改めて浮き彫りとなり、MLB機構コミッショナーのバド・セリグは「状況を注視している」と述べた。シリーズMVPには、第1戦と第5戦の2試合に先発登板して計15.2イニングを投げ、2勝0敗・防御率2.87という成績を残したヤンキースのデビッド・ウェルズが選出された。このあとヤンキースは、ワールドシリーズでもナショナルリーグ王者サンディエゴ・パドレスを4勝0敗で下し、2年ぶり24度目の優勝を成し遂げた。

## 両チームの1998年
10月2日にまずヤンキース（東地区優勝）が、そして3日にはインディアンス（中地区優勝）が、それぞれ地区シリーズ突破を決めてリーグ優勝決定戦へ駒を進めた。
リーグ優勝決定戦の第1・2・6・7戦を本拠地で開催できる "ホームフィールド・アドバンテージ" は、前年までは地区ごとの持ち回りで割り当てられていた。しかしこの年から規則が変更され、地区優勝球団どうしが対戦する場合はレギュラーシーズンの勝率がより高いほうの球団に、地区優勝球団とワイルドカード球団が対戦する場合は地区優勝球団に与えられることとなった。したがって今シリーズでは、ヤンキースがアドバンテージを得る。この年のレギュラーシーズンでは両球団は11試合対戦し、ヤンキースが7勝4敗と勝ち越していた。

## 試合結果
1998年のアメリカンリーグ優勝決定戦は10月6日に開幕し、途中に移動日を挟んで8日間で6試合が行われた。日程・結果は以下の通り。
| 日付                                                     | 試合  | ビジター球団（先攻）           | スコア | ホーム球団（後攻）             | 開催球場                 | 開催球場                                        |
| -------------------------------------------------------- | ----- | ------------------------------ | ------ | ------------------------------ | ------------------------ | ----------------------------------------------- |
| 10月06日（火）                                           | 第1戦 | クリーブランド・インディアンス | 2－7   | ニューヨーク・ヤンキース       | ヤンキー・スタジアム     | ヤンキー・ · スタジアムジェイコブス・フィールド |
| 10月07日（水）                                           | 第2戦 | クリーブランド・インディアンス | 4－1   | ニューヨーク・ヤンキース       | ヤンキー・スタジアム     | ヤンキー・ · スタジアムジェイコブス・フィールド |
| 10月08日（木）                                           |       | 移動日                         | 移動日 | 移動日                         |                          | ヤンキー・ · スタジアムジェイコブス・フィールド |
| 10月09日（金）                                           | 第3戦 | ニューヨーク・ヤンキース       | 1－6   | クリーブランド・インディアンス | ジェイコブス・フィールド | ヤンキー・ · スタジアムジェイコブス・フィールド |
| 10月10日（土）                                           | 第4戦 | ニューヨーク・ヤンキース       | 4－0   | クリーブランド・インディアンス | ジェイコブス・フィールド | ヤンキー・ · スタジアムジェイコブス・フィールド |
| 10月11日（日）                                           | 第5戦 | ニューヨーク・ヤンキース       | 5－3   | クリーブランド・インディアンス | ジェイコブス・フィールド | ヤンキー・ · スタジアムジェイコブス・フィールド |
| 10月12日（月）                                           |       | 移動日                         | 移動日 | 移動日                         |                          | ヤンキー・ · スタジアムジェイコブス・フィールド |
| 10月13日（火）                                           | 第6戦 | クリーブランド・インディアンス | 5－9   | ニューヨーク・ヤンキース       | ヤンキー・スタジアム     | ヤンキー・ · スタジアムジェイコブス・フィールド |
| 優勝：ニューヨーク・ヤンキース（4勝2敗 / 2年ぶり35度目） |       |                                |        |                                |                          | ヤンキー・ · スタジアムジェイコブス・フィールド |

### 第1戦 10月6日
- ヤンキー・スタジアム（ニューヨーク州ニューヨーク市ブロンクス区）

|                                | 1 | 2 | 3 | 4 | 5 | 6 | 7 | 8 | 9 | R | H  | E |
| ------------------------------ | - | - | - | - | - | - | - | - | - | - | -- | - |
| クリーブランド・インディアンス | 0 | 0 | 0 | 0 | 0 | 0 | 0 | 0 | 2 | 2 | 5  | 0 |
| ニューヨーク・ヤンキース       | 5 | 0 | 0 | 0 | 0 | 1 | 1 | 0 | X | 7 | 11 | 0 |

1. 勝利：デビッド・ウェルズ（1勝）
2. 敗戦：ジャレット・ライト（1敗）
3. 本塁打
CLE：マニー・ラミレス1号2ラン
NYY：ホルヘ・ポサダ1号ソロ
4. 審判
［球審］ジム・エバンス
［塁審］一塁: テッド・ヘンドリー、二塁: ジョン・シュロック、三塁: ラリー・ヤング
［外審］左翼: ティム・ウェルキー、右翼: ジム・マッキーン
5. 試合開始時刻: 東部夏時間（UTC-4）午後8時7分  試合時間: 3時間31分  観客: 5万7138人  気温: 54°F（12.2°C）
詳細: MLB.com Gameday / Baseball-Reference.com

| クリーブランド・インディアンス | クリーブランド・インディアンス | クリーブランド・インディアンス | クリーブランド・インディアンス | クリーブランド・インディアンス                                                                                    | ニューヨーク・ヤンキース | ニューヨーク・ヤンキース | ニューヨーク・ヤンキース | ニューヨーク・ヤンキース | ニューヨーク・ヤンキース |
| ------------------------------ | ------------------------------ | ------------------------------ | ------------------------------ | --- | ------------------------ | ------------------------ | ------------------------ | ------------------------ | --- |
| 打順                           | 守備                           | 選手                           | 打席                           | J・ライトS・アロマーJr.R・セクソンJ・コーラT・フライマンO・ビスケルD・ジャスティスK・ロフトンM・ラミレスJ・トーミ | 打順                     | 守備                     | 選手                     | 打席                     | D・ウェルズJ・ポサダT・マルティ · ネスC・ノブロックS・ブロシアスD・ジーターS・スペンサーB・ウィリアムスP・オニールT・レインズ |
| 1                              | 中                             | K・ロフトン                    | 左                             | J・ライトS・アロマーJr.R・セクソンJ・コーラT・フライマンO・ビスケルD・ジャスティスK・ロフトンM・ラミレスJ・トーミ | 1                        | 二                       | C・ノブロック            | 右                       | D・ウェルズJ・ポサダT・マルティ · ネスC・ノブロックS・ブロシアスD・ジーターS・スペンサーB・ウィリアムスP・オニールT・レインズ |
| 2                              | 二                             | J・コーラ                      | 両                             | J・ライトS・アロマーJr.R・セクソンJ・コーラT・フライマンO・ビスケルD・ジャスティスK・ロフトンM・ラミレスJ・トーミ | 2                        | 遊                       | D・ジーター              | 右                       | D・ウェルズJ・ポサダT・マルティ · ネスC・ノブロックS・ブロシアスD・ジーターS・スペンサーB・ウィリアムスP・オニールT・レインズ |
| 3                              | 左                             | D・ジャスティス                | 左                             | J・ライトS・アロマーJr.R・セクソンJ・コーラT・フライマンO・ビスケルD・ジャスティスK・ロフトンM・ラミレスJ・トーミ | 3                        | 右                       | P・オニール              | 左                       | D・ウェルズJ・ポサダT・マルティ · ネスC・ノブロックS・ブロシアスD・ジーターS・スペンサーB・ウィリアムスP・オニールT・レインズ |
| 4                              | 右                             | M・ラミレス                    | 右                             | J・ライトS・アロマーJr.R・セクソンJ・コーラT・フライマンO・ビスケルD・ジャスティスK・ロフトンM・ラミレスJ・トーミ | 4                        | 中                       | B・ウィリアムス          | 両                       | D・ウェルズJ・ポサダT・マルティ · ネスC・ノブロックS・ブロシアスD・ジーターS・スペンサーB・ウィリアムスP・オニールT・レインズ |
| 5                              | 三                             | T・フライマン                  | 右                             | J・ライトS・アロマーJr.R・セクソンJ・コーラT・フライマンO・ビスケルD・ジャスティスK・ロフトンM・ラミレスJ・トーミ | 5                        | 一                       | T・マルティネス          | 左                       | D・ウェルズJ・ポサダT・マルティ · ネスC・ノブロックS・ブロシアスD・ジーターS・スペンサーB・ウィリアムスP・オニールT・レインズ |
| 6                              | DH                             | J・トーミ                      | 左                             | J・ライトS・アロマーJr.R・セクソンJ・コーラT・フライマンO・ビスケルD・ジャスティスK・ロフトンM・ラミレスJ・トーミ | 6                        | DH                       | T・レインズ              | 両                       | D・ウェルズJ・ポサダT・マルティ · ネスC・ノブロックS・ブロシアスD・ジーターS・スペンサーB・ウィリアムスP・オニールT・レインズ |
| 7                              | 一                             | R・セクソン                    | 右                             | J・ライトS・アロマーJr.R・セクソンJ・コーラT・フライマンO・ビスケルD・ジャスティスK・ロフトンM・ラミレスJ・トーミ | 7                        | 左                       | S・スペンサー            | 右                       | D・ウェルズJ・ポサダT・マルティ · ネスC・ノブロックS・ブロシアスD・ジーターS・スペンサーB・ウィリアムスP・オニールT・レインズ |
| 8                              | 捕                             | S・アロマーJr.                 | 右                             | J・ライトS・アロマーJr.R・セクソンJ・コーラT・フライマンO・ビスケルD・ジャスティスK・ロフトンM・ラミレスJ・トーミ | 8                        | 捕                       | J・ポサダ                | 両                       | D・ウェルズJ・ポサダT・マルティ · ネスC・ノブロックS・ブロシアスD・ジーターS・スペンサーB・ウィリアムスP・オニールT・レインズ |
| 9                              | 遊                             | O・ビスケル                    | 両                             | J・ライトS・アロマーJr.R・セクソンJ・コーラT・フライマンO・ビスケルD・ジャスティスK・ロフトンM・ラミレスJ・トーミ | 9                        | 三                       | S・ブロシアス            | 右                       | D・ウェルズJ・ポサダT・マルティ · ネスC・ノブロックS・ブロシアスD・ジーターS・スペンサーB・ウィリアムスP・オニールT・レインズ |
| 先発投手                       | 先発投手                       | 先発投手                       | 投球                           | J・ライトS・アロマーJr.R・セクソンJ・コーラT・フライマンO・ビスケルD・ジャスティスK・ロフトンM・ラミレスJ・トーミ | 先発投手                 | 先発投手                 | 先発投手                 | 投球                     | D・ウェルズJ・ポサダT・マルティ · ネスC・ノブロックS・ブロシアスD・ジーターS・スペンサーB・ウィリアムスP・オニールT・レインズ |
| J・ライト                      | J・ライト                      | J・ライト                      | 右                             | J・ライトS・アロマーJr.R・セクソンJ・コーラT・フライマンO・ビスケルD・ジャスティスK・ロフトンM・ラミレスJ・トーミ | D・ウェルズ              | D・ウェルズ              | D・ウェルズ              | 左                       | D・ウェルズJ・ポサダT・マルティ · ネスC・ノブロックS・ブロシアスD・ジーターS・スペンサーB・ウィリアムスP・オニールT・レインズ |

### 第2戦 10月7日
- ヤンキー・スタジアム（ニューヨーク州ニューヨーク市ブロンクス区）

|                                | 1 | 2 | 3 | 4 | 5 | 6 | 7 | 8 | 9 | 10 | 11 | 12 | R | H | E |
| ------------------------------ | - | - | - | - | - | - | - | - | - | -- | -- | -- | - | - | - |
| クリーブランド・インディアンス | 0 | 0 | 0 | 1 | 0 | 0 | 0 | 0 | 0 | 0  | 0  | 3  | 4 | 8 | 1 |
| ニューヨーク・ヤンキース       | 0 | 0 | 0 | 0 | 0 | 0 | 1 | 0 | 0 | 0  | 0  | 0  | 1 | 7 | 1 |

1. 勝利：デーブ・バーバ（1勝）
2. セーブ：マイケル・ジャクソン（1S）
3. 敗戦：ジェフ・ネルソン（1敗）
4. 本塁打
CLE：デビッド・ジャスティス1号ソロ
5. 審判
［球審］テッド・ヘンドリー
［塁審］一塁: ジョン・シュロック、二塁: ラリー・ヤング、三塁: ティム・ウェルキー
［外審］左翼: ジム・マッキーン、右翼: ジム・エバンス
6. 試合開始時刻: 東部夏時間（UTC-4）午後4時7分  試合時間: 4時間28分  観客: 5万7128人  気温: 60°F（15.6°C）
詳細: MLB.com Gameday / Baseball-Reference.com

| クリーブランド・インディアンス | クリーブランド・インディアンス | クリーブランド・インディアンス | クリーブランド・インディアンス | クリーブランド・インディアンス                                                                                      | ニューヨーク・ヤンキース | ニューヨーク・ヤンキース | ニューヨーク・ヤンキース | ニューヨーク・ヤンキース | ニューヨーク・ヤンキース |
| ------------------------------ | ------------------------------ | ------------------------------ | ------------------------------ | --- | ------------------------ | ------------------------ | ------------------------ | ------------------------ | --- |
| 打順                           | 守備                           | 選手                           | 打席                           | C・ナギーS・アロマーJr.J・トーミJ・コーラT・フライマンO・ビスケルB・ジャイルズK・ロフトンM・ラミレスD・ジャスティス | 打順                     | 守備                     | 選手                     | 打席                     | D・コーンJ・ジラルディT・マルティ · ネスC・ノブロックS・ブロシアスD・ジーターS・スペンサーB・ウィリアムスP・オニールT・レインズ |
| 1                              | 中                             | K・ロフトン                    | 左                             | C・ナギーS・アロマーJr.J・トーミJ・コーラT・フライマンO・ビスケルB・ジャイルズK・ロフトンM・ラミレスD・ジャスティス | 1                        | 二                       | C・ノブロック            | 右                       | D・コーンJ・ジラルディT・マルティ · ネスC・ノブロックS・ブロシアスD・ジーターS・スペンサーB・ウィリアムスP・オニールT・レインズ |
| 2                              | 遊                             | O・ビスケル                    | 両                             | C・ナギーS・アロマーJr.J・トーミJ・コーラT・フライマンO・ビスケルB・ジャイルズK・ロフトンM・ラミレスD・ジャスティス | 2                        | 遊                       | D・ジーター              | 右                       | D・コーンJ・ジラルディT・マルティ · ネスC・ノブロックS・ブロシアスD・ジーターS・スペンサーB・ウィリアムスP・オニールT・レインズ |
| 3                              | DH                             | D・ジャスティス                | 左                             | C・ナギーS・アロマーJr.J・トーミJ・コーラT・フライマンO・ビスケルB・ジャイルズK・ロフトンM・ラミレスD・ジャスティス | 3                        | 右                       | P・オニール              | 左                       | D・コーンJ・ジラルディT・マルティ · ネスC・ノブロックS・ブロシアスD・ジーターS・スペンサーB・ウィリアムスP・オニールT・レインズ |
| 4                              | 右                             | M・ラミレス                    | 右                             | C・ナギーS・アロマーJr.J・トーミJ・コーラT・フライマンO・ビスケルB・ジャイルズK・ロフトンM・ラミレスD・ジャスティス | 4                        | 中                       | B・ウィリアムス          | 両                       | D・コーンJ・ジラルディT・マルティ · ネスC・ノブロックS・ブロシアスD・ジーターS・スペンサーB・ウィリアムスP・オニールT・レインズ |
| 5                              | 一                             | J・トーミ                      | 左                             | C・ナギーS・アロマーJr.J・トーミJ・コーラT・フライマンO・ビスケルB・ジャイルズK・ロフトンM・ラミレスD・ジャスティス | 5                        | 一                       | T・マルティネス          | 左                       | D・コーンJ・ジラルディT・マルティ · ネスC・ノブロックS・ブロシアスD・ジーターS・スペンサーB・ウィリアムスP・オニールT・レインズ |
| 6                              | 三                             | T・フライマン                  | 右                             | C・ナギーS・アロマーJr.J・トーミJ・コーラT・フライマンO・ビスケルB・ジャイルズK・ロフトンM・ラミレスD・ジャスティス | 6                        | DH                       | T・レインズ              | 両                       | D・コーンJ・ジラルディT・マルティ · ネスC・ノブロックS・ブロシアスD・ジーターS・スペンサーB・ウィリアムスP・オニールT・レインズ |
| 7                              | 左                             | B・ジャイルズ                  | 左                             | C・ナギーS・アロマーJr.J・トーミJ・コーラT・フライマンO・ビスケルB・ジャイルズK・ロフトンM・ラミレスD・ジャスティス | 7                        | 左                       | S・スペンサー            | 右                       | D・コーンJ・ジラルディT・マルティ · ネスC・ノブロックS・ブロシアスD・ジーターS・スペンサーB・ウィリアムスP・オニールT・レインズ |
| 8                              | 捕                             | S・アロマーJr.                 | 右                             | C・ナギーS・アロマーJr.J・トーミJ・コーラT・フライマンO・ビスケルB・ジャイルズK・ロフトンM・ラミレスD・ジャスティス | 8                        | 三                       | S・ブロシアス            | 右                       | D・コーンJ・ジラルディT・マルティ · ネスC・ノブロックS・ブロシアスD・ジーターS・スペンサーB・ウィリアムスP・オニールT・レインズ |
| 9                              | 二                             | J・コーラ                      | 両                             | C・ナギーS・アロマーJr.J・トーミJ・コーラT・フライマンO・ビスケルB・ジャイルズK・ロフトンM・ラミレスD・ジャスティス | 9                        | 捕                       | J・ジラルディ            | 右                       | D・コーンJ・ジラルディT・マルティ · ネスC・ノブロックS・ブロシアスD・ジーターS・スペンサーB・ウィリアムスP・オニールT・レインズ |
| 先発投手                       | 先発投手                       | 先発投手                       | 投球                           | C・ナギーS・アロマーJr.J・トーミJ・コーラT・フライマンO・ビスケルB・ジャイルズK・ロフトンM・ラミレスD・ジャスティス | 先発投手                 | 先発投手                 | 先発投手                 | 投球                     | D・コーンJ・ジラルディT・マルティ · ネスC・ノブロックS・ブロシアスD・ジーターS・スペンサーB・ウィリアムスP・オニールT・レインズ |
| C・ナギー                      | C・ナギー                      | C・ナギー                      | 右                             | C・ナギーS・アロマーJr.J・トーミJ・コーラT・フライマンO・ビスケルB・ジャイルズK・ロフトンM・ラミレスD・ジャスティス | D・コーン                | D・コーン                | D・コーン                | 右                       | D・コーンJ・ジラルディT・マルティ · ネスC・ノブロックS・ブロシアスD・ジーターS・スペンサーB・ウィリアムスP・オニールT・レインズ |

### 第3戦 10月9日
- ジェイコブス・フィールド（オハイオ州クリーブランド）

|                                | 1 | 2 | 3 | 4 | 5 | 6 | 7 | 8 | 9 | R | H  | E |
| ------------------------------ | - | - | - | - | - | - | - | - | - | - | -- | - |
| ニューヨーク・ヤンキース       | 1 | 0 | 0 | 0 | 0 | 0 | 0 | 0 | 0 | 1 | 4  | 0 |
| クリーブランド・インディアンス | 0 | 2 | 0 | 0 | 4 | 0 | 0 | 0 | X | 6 | 12 | 0 |

1. 勝利：バートロ・コローン（1勝）
2. 敗戦：アンディ・ペティット（1敗）
3. 本塁打
CLE：ジム・トーミ1号ソロ・2号2ラン、マニー・ラミレス2号ソロ、マーク・ウィッテン1号ソロ
4. 審判
［球審］ジョン・シュロック
［塁審］一塁: ラリー・ヤング、二塁: ティム・ウェルキー、三塁: ジム・マッキーン
［外審］左翼: ジム・エバンス、右翼: テッド・ヘンドリー
5. 試合開始時刻: 東部夏時間（UTC-4）午後8時7分  試合時間: 2時間53分  観客: 4万4904人  気温: 57°F（13.9°C）
詳細: MLB.com Gameday / Baseball-Reference.com

| ニューヨーク・ヤンキース | ニューヨーク・ヤンキース | ニューヨーク・ヤンキース | ニューヨーク・ヤンキース | ニューヨーク・ヤンキース | クリーブランド・インディアンス | クリーブランド・インディアンス | クリーブランド・インディアンス | クリーブランド・インディアンス | クリーブランド・インディアンス                                                                                            |
| ------------------------ | ------------------------ | ------------------------ | ------------------------ | --- | ------------------------------ | ------------------------------ | ------------------------------ | ------------------------------ | --- |
| 打順                     | 守備                     | 選手                     | 打席                     | A・ペティットJ・ジラルディT・マルティ · ネスC・ノブロックS・ブロシアスD・ジーターS・スペンサーB・ウィリアムスP・オニールC・デービス | 打順                           | 守備                           | 選手                           | 打席                           | B・コローンS・アロマーJr.J・トーミE・ウィルソンT・フライマンO・ビスケルM・ウィッテンK・ロフトンM・ラミレスD・ジャスティス |
| 1                        | 二                       | C・ノブロック            | 右                       | A・ペティットJ・ジラルディT・マルティ · ネスC・ノブロックS・ブロシアスD・ジーターS・スペンサーB・ウィリアムスP・オニールC・デービス | 1                              | 中                             | K・ロフトン                    | 左                             | B・コローンS・アロマーJr.J・トーミE・ウィルソンT・フライマンO・ビスケルM・ウィッテンK・ロフトンM・ラミレスD・ジャスティス |
| 2                        | 遊                       | D・ジーター              | 右                       | A・ペティットJ・ジラルディT・マルティ · ネスC・ノブロックS・ブロシアスD・ジーターS・スペンサーB・ウィリアムスP・オニールC・デービス | 2                              | 遊                             | O・ビスケル                    | 両                             | B・コローンS・アロマーJr.J・トーミE・ウィルソンT・フライマンO・ビスケルM・ウィッテンK・ロフトンM・ラミレスD・ジャスティス |
| 3                        | 右                       | P・オニール              | 左                       | A・ペティットJ・ジラルディT・マルティ · ネスC・ノブロックS・ブロシアスD・ジーターS・スペンサーB・ウィリアムスP・オニールC・デービス | 3                              | DH                             | D・ジャスティス                | 左                             | B・コローンS・アロマーJr.J・トーミE・ウィルソンT・フライマンO・ビスケルM・ウィッテンK・ロフトンM・ラミレスD・ジャスティス |
| 4                        | 中                       | B・ウィリアムス          | 両                       | A・ペティットJ・ジラルディT・マルティ · ネスC・ノブロックS・ブロシアスD・ジーターS・スペンサーB・ウィリアムスP・オニールC・デービス | 4                              | 右                             | M・ラミレス                    | 右                             | B・コローンS・アロマーJr.J・トーミE・ウィルソンT・フライマンO・ビスケルM・ウィッテンK・ロフトンM・ラミレスD・ジャスティス |
| 5                        | 一                       | T・マルティネス          | 左                       | A・ペティットJ・ジラルディT・マルティ · ネスC・ノブロックS・ブロシアスD・ジーターS・スペンサーB・ウィリアムスP・オニールC・デービス | 5                              | 三                             | T・フライマン                  | 右                             | B・コローンS・アロマーJr.J・トーミE・ウィルソンT・フライマンO・ビスケルM・ウィッテンK・ロフトンM・ラミレスD・ジャスティス |
| 6                        | DH                       | C・デービス              | 両                       | A・ペティットJ・ジラルディT・マルティ · ネスC・ノブロックS・ブロシアスD・ジーターS・スペンサーB・ウィリアムスP・オニールC・デービス | 6                              | 一                             | J・トーミ                      | 左                             | B・コローンS・アロマーJr.J・トーミE・ウィルソンT・フライマンO・ビスケルM・ウィッテンK・ロフトンM・ラミレスD・ジャスティス |
| 7                        | 左                       | S・スペンサー            | 右                       | A・ペティットJ・ジラルディT・マルティ · ネスC・ノブロックS・ブロシアスD・ジーターS・スペンサーB・ウィリアムスP・オニールC・デービス | 7                              | 左                             | M・ウィッテン                  | 両                             | B・コローンS・アロマーJr.J・トーミE・ウィルソンT・フライマンO・ビスケルM・ウィッテンK・ロフトンM・ラミレスD・ジャスティス |
| 8                        | 三                       | S・ブロシアス            | 右                       | A・ペティットJ・ジラルディT・マルティ · ネスC・ノブロックS・ブロシアスD・ジーターS・スペンサーB・ウィリアムスP・オニールC・デービス | 8                              | 捕                             | S・アロマーJr.                 | 右                             | B・コローンS・アロマーJr.J・トーミE・ウィルソンT・フライマンO・ビスケルM・ウィッテンK・ロフトンM・ラミレスD・ジャスティス |
| 9                        | 捕                       | J・ジラルディ            | 右                       | A・ペティットJ・ジラルディT・マルティ · ネスC・ノブロックS・ブロシアスD・ジーターS・スペンサーB・ウィリアムスP・オニールC・デービス | 9                              | 二                             | E・ウィルソン                  | 両                             | B・コローンS・アロマーJr.J・トーミE・ウィルソンT・フライマンO・ビスケルM・ウィッテンK・ロフトンM・ラミレスD・ジャスティス |
| 先発投手                 | 先発投手                 | 先発投手                 | 投球                     | A・ペティットJ・ジラルディT・マルティ · ネスC・ノブロックS・ブロシアスD・ジーターS・スペンサーB・ウィリアムスP・オニールC・デービス | 先発投手                       | 先発投手                       | 先発投手                       | 投球                           | B・コローンS・アロマーJr.J・トーミE・ウィルソンT・フライマンO・ビスケルM・ウィッテンK・ロフトンM・ラミレスD・ジャスティス |
| A・ペティット            | A・ペティット            | A・ペティット            | 左                       | A・ペティットJ・ジラルディT・マルティ · ネスC・ノブロックS・ブロシアスD・ジーターS・スペンサーB・ウィリアムスP・オニールC・デービス | B・コローン                    | B・コローン                    | B・コローン                    | 右                             | B・コローンS・アロマーJr.J・トーミE・ウィルソンT・フライマンO・ビスケルM・ウィッテンK・ロフトンM・ラミレスD・ジャスティス |

### 第4戦 10月10日
- ジェイコブス・フィールド（オハイオ州クリーブランド）

|                                | 1 | 2 | 3 | 4 | 5 | 6 | 7 | 8 | 9 | R | H | E |
| ------------------------------ | - | - | - | - | - | - | - | - | - | - | - | - |
| ニューヨーク・ヤンキース       | 1 | 0 | 0 | 2 | 0 | 0 | 0 | 0 | 1 | 4 | 4 | 0 |
| クリーブランド・インディアンス | 0 | 0 | 0 | 0 | 0 | 0 | 0 | 0 | 0 | 0 | 4 | 3 |

1. 勝利：オーランド・ヘルナンデス（1勝）
2. 敗戦：ドワイト・グッデン（1敗）
3. 本塁打
NYY：ポール・オニール1号ソロ
4. 審判
［球審］ラリー・ヤング
［塁審］一塁: ティム・ウェルキー、二塁: ジム・マッキーン、三塁: ジム・エバンス
［外審］左翼: テッド・ヘンドリー、右翼: ジョン・シュロック
5. 試合開始時刻: 東部夏時間（UTC-4）午後7時7分  試合時間: 3時間31分  観客: 4万4981人  気温: 58°F（14.4°C）
詳細: MLB.com Gameday / Baseball-Reference.com

| ニューヨーク・ヤンキース | ニューヨーク・ヤンキース | ニューヨーク・ヤンキース | ニューヨーク・ヤンキース | ニューヨーク・ヤンキース | クリーブランド・インディアンス | クリーブランド・インディアンス | クリーブランド・インディアンス | クリーブランド・インディアンス | クリーブランド・インディアンス                                                                                            |
| ------------------------ | ------------------------ | ------------------------ | ------------------------ | --- | ------------------------------ | ------------------------------ | ------------------------------ | ------------------------------ | --- |
| 打順                     | 守備                     | 選手                     | 打席                     | O・ヘルナンデスJ・ポサダT・マルティ · ネスC・ノブロックS・ブロシアスD・ジーターC・カーティスB・ウィリアムスP・オニールC・デービス | 打順                           | 守備                           | 選手                           | 打席                           | D・グッデンS・アロマーJr.J・トーミE・ウィルソンT・フライマンO・ビスケルB・ジャイルズK・ロフトンM・ラミレスD・ジャスティス |
| 1                        | 二                       | C・ノブロック            | 右                       | O・ヘルナンデスJ・ポサダT・マルティ · ネスC・ノブロックS・ブロシアスD・ジーターC・カーティスB・ウィリアムスP・オニールC・デービス | 1                              | 中                             | K・ロフトン                    | 左                             | D・グッデンS・アロマーJr.J・トーミE・ウィルソンT・フライマンO・ビスケルB・ジャイルズK・ロフトンM・ラミレスD・ジャスティス |
| 2                        | 遊                       | D・ジーター              | 右                       | O・ヘルナンデスJ・ポサダT・マルティ · ネスC・ノブロックS・ブロシアスD・ジーターC・カーティスB・ウィリアムスP・オニールC・デービス | 2                              | 遊                             | O・ビスケル                    | 両                             | D・グッデンS・アロマーJr.J・トーミE・ウィルソンT・フライマンO・ビスケルB・ジャイルズK・ロフトンM・ラミレスD・ジャスティス |
| 3                        | 右                       | P・オニール              | 左                       | O・ヘルナンデスJ・ポサダT・マルティ · ネスC・ノブロックS・ブロシアスD・ジーターC・カーティスB・ウィリアムスP・オニールC・デービス | 3                              | DH                             | D・ジャスティス                | 左                             | D・グッデンS・アロマーJr.J・トーミE・ウィルソンT・フライマンO・ビスケルB・ジャイルズK・ロフトンM・ラミレスD・ジャスティス |
| 4                        | 中                       | B・ウィリアムス          | 両                       | O・ヘルナンデスJ・ポサダT・マルティ · ネスC・ノブロックS・ブロシアスD・ジーターC・カーティスB・ウィリアムスP・オニールC・デービス | 4                              | 右                             | M・ラミレス                    | 右                             | D・グッデンS・アロマーJr.J・トーミE・ウィルソンT・フライマンO・ビスケルB・ジャイルズK・ロフトンM・ラミレスD・ジャスティス |
| 5                        | DH                       | C・デービス              | 両                       | O・ヘルナンデスJ・ポサダT・マルティ · ネスC・ノブロックS・ブロシアスD・ジーターC・カーティスB・ウィリアムスP・オニールC・デービス | 5                              | 一                             | J・トーミ                      | 左                             | D・グッデンS・アロマーJr.J・トーミE・ウィルソンT・フライマンO・ビスケルB・ジャイルズK・ロフトンM・ラミレスD・ジャスティス |
| 6                        | 一                       | T・マルティネス          | 左                       | O・ヘルナンデスJ・ポサダT・マルティ · ネスC・ノブロックS・ブロシアスD・ジーターC・カーティスB・ウィリアムスP・オニールC・デービス | 6                              | 三                             | T・フライマン                  | 右                             | D・グッデンS・アロマーJr.J・トーミE・ウィルソンT・フライマンO・ビスケルB・ジャイルズK・ロフトンM・ラミレスD・ジャスティス |
| 7                        | 捕                       | J・ポサダ                | 両                       | O・ヘルナンデスJ・ポサダT・マルティ · ネスC・ノブロックS・ブロシアスD・ジーターC・カーティスB・ウィリアムスP・オニールC・デービス | 7                              | 左                             | B・ジャイルズ                  | 左                             | D・グッデンS・アロマーJr.J・トーミE・ウィルソンT・フライマンO・ビスケルB・ジャイルズK・ロフトンM・ラミレスD・ジャスティス |
| 8                        | 左                       | C・カーティス            | 右                       | O・ヘルナンデスJ・ポサダT・マルティ · ネスC・ノブロックS・ブロシアスD・ジーターC・カーティスB・ウィリアムスP・オニールC・デービス | 8                              | 捕                             | S・アロマーJr.                 | 右                             | D・グッデンS・アロマーJr.J・トーミE・ウィルソンT・フライマンO・ビスケルB・ジャイルズK・ロフトンM・ラミレスD・ジャスティス |
| 9                        | 三                       | S・ブロシアス            | 右                       | O・ヘルナンデスJ・ポサダT・マルティ · ネスC・ノブロックS・ブロシアスD・ジーターC・カーティスB・ウィリアムスP・オニールC・デービス | 9                              | 二                             | E・ウィルソン                  | 両                             | D・グッデンS・アロマーJr.J・トーミE・ウィルソンT・フライマンO・ビスケルB・ジャイルズK・ロフトンM・ラミレスD・ジャスティス |
| 先発投手                 | 先発投手                 | 先発投手                 | 投球                     | O・ヘルナンデスJ・ポサダT・マルティ · ネスC・ノブロックS・ブロシアスD・ジーターC・カーティスB・ウィリアムスP・オニールC・デービス | 先発投手                       | 先発投手                       | 先発投手                       | 投球                           | D・グッデンS・アロマーJr.J・トーミE・ウィルソンT・フライマンO・ビスケルB・ジャイルズK・ロフトンM・ラミレスD・ジャスティス |
| O・ヘルナンデス          | O・ヘルナンデス          | O・ヘルナンデス          | 右                       | O・ヘルナンデスJ・ポサダT・マルティ · ネスC・ノブロックS・ブロシアスD・ジーターC・カーティスB・ウィリアムスP・オニールC・デービス | D・グッデン                    | D・グッデン                    | D・グッデン                    | 右                             | D・グッデンS・アロマーJr.J・トーミE・ウィルソンT・フライマンO・ビスケルB・ジャイルズK・ロフトンM・ラミレスD・ジャスティス |

### 第5戦 10月11日
- ジェイコブス・フィールド（オハイオ州クリーブランド）

|                                | 1 | 2 | 3 | 4 | 5 | 6 | 7 | 8 | 9 | R | H | E |
| ------------------------------ | - | - | - | - | - | - | - | - | - | - | - | - |
| ニューヨーク・ヤンキース       | 3 | 1 | 0 | 1 | 0 | 0 | 0 | 0 | 0 | 5 | 6 | 0 |
| クリーブランド・インディアンス | 2 | 0 | 0 | 0 | 0 | 1 | 0 | 0 | 0 | 3 | 8 | 0 |

1. 勝利：デビッド・ウェルズ（2勝）
2. セーブ：マリアノ・リベラ（1S）
3. 敗戦：チャド・オージェイ（1敗）
4. 本塁打
NYY：チリ・デービス1号ソロ
CLE：ケニー・ロフトン1号ソロ、ジム・トーミ3号ソロ
5. 審判
［球審］ティム・ウェルキー
［塁審］一塁: ジム・マッキーン、二塁: ジム・エバンス、三塁: テッド・ヘンドリー
［外審］左翼: ジョン・シュロック、右翼: ラリー・ヤング
6. 試合開始時刻: 東部夏時間（UTC-4）午後4時7分  試合時間: 3時間33分  観客: 4万4966人  気温: 61°F（16.1°C）
詳細: MLB.com Gameday / Baseball-Reference.com

| ニューヨーク・ヤンキース | ニューヨーク・ヤンキース | ニューヨーク・ヤンキース | ニューヨーク・ヤンキース | ニューヨーク・ヤンキース | クリーブランド・インディアンス | クリーブランド・インディアンス | クリーブランド・インディアンス | クリーブランド・インディアンス | クリーブランド・インディアンス                                                                                       |
| ------------------------ | ------------------------ | ------------------------ | ------------------------ | --- | ------------------------------ | ------------------------------ | ------------------------------ | ------------------------------ | --- |
| 打順                     | 守備                     | 選手                     | 打席                     | D・ウェルズJ・ポサダT・マルティ · ネスC・ノブロックS・ブロシアスD・ジーターT・レインズB・ウィリアムスP・オニールC・デービス | 打順                           | 守備                           | 選手                           | 打席                           | C・オージェイE・ディアスR・セクソンE・ウィルソンT・フライマンO・ビスケルM・ウィッテンK・ロフトンM・ラミレスJ・トーミ |
| 1                        | 二                       | C・ノブロック            | 右                       | D・ウェルズJ・ポサダT・マルティ · ネスC・ノブロックS・ブロシアスD・ジーターT・レインズB・ウィリアムスP・オニールC・デービス | 1                              | 中                             | K・ロフトン                    | 左                             | C・オージェイE・ディアスR・セクソンE・ウィルソンT・フライマンO・ビスケルM・ウィッテンK・ロフトンM・ラミレスJ・トーミ |
| 2                        | 遊                       | D・ジーター              | 右                       | D・ウェルズJ・ポサダT・マルティ · ネスC・ノブロックS・ブロシアスD・ジーターT・レインズB・ウィリアムスP・オニールC・デービス | 2                              | 遊                             | O・ビスケル                    | 両                             | C・オージェイE・ディアスR・セクソンE・ウィルソンT・フライマンO・ビスケルM・ウィッテンK・ロフトンM・ラミレスJ・トーミ |
| 3                        | 右                       | P・オニール              | 左                       | D・ウェルズJ・ポサダT・マルティ · ネスC・ノブロックS・ブロシアスD・ジーターT・レインズB・ウィリアムスP・オニールC・デービス | 3                              | 三                             | T・フライマン                  | 右                             | C・オージェイE・ディアスR・セクソンE・ウィルソンT・フライマンO・ビスケルM・ウィッテンK・ロフトンM・ラミレスJ・トーミ |
| 4                        | 中                       | B・ウィリアムス          | 両                       | D・ウェルズJ・ポサダT・マルティ · ネスC・ノブロックS・ブロシアスD・ジーターT・レインズB・ウィリアムスP・オニールC・デービス | 4                              | 右                             | M・ラミレス                    | 右                             | C・オージェイE・ディアスR・セクソンE・ウィルソンT・フライマンO・ビスケルM・ウィッテンK・ロフトンM・ラミレスJ・トーミ |
| 5                        | DH                       | C・デービス              | 両                       | D・ウェルズJ・ポサダT・マルティ · ネスC・ノブロックS・ブロシアスD・ジーターT・レインズB・ウィリアムスP・オニールC・デービス | 5                              | 左                             | M・ウィッテン                  | 両                             | C・オージェイE・ディアスR・セクソンE・ウィルソンT・フライマンO・ビスケルM・ウィッテンK・ロフトンM・ラミレスJ・トーミ |
| 6                        | 一                       | T・マルティネス          | 左                       | D・ウェルズJ・ポサダT・マルティ · ネスC・ノブロックS・ブロシアスD・ジーターT・レインズB・ウィリアムスP・オニールC・デービス | 6                              | DH                             | J・トーミ                      | 左                             | C・オージェイE・ディアスR・セクソンE・ウィルソンT・フライマンO・ビスケルM・ウィッテンK・ロフトンM・ラミレスJ・トーミ |
| 7                        | 左                       | T・レインズ              | 両                       | D・ウェルズJ・ポサダT・マルティ · ネスC・ノブロックS・ブロシアスD・ジーターT・レインズB・ウィリアムスP・オニールC・デービス | 7                              | 一                             | R・セクソン                    | 右                             | C・オージェイE・ディアスR・セクソンE・ウィルソンT・フライマンO・ビスケルM・ウィッテンK・ロフトンM・ラミレスJ・トーミ |
| 8                        | 捕                       | J・ポサダ                | 両                       | D・ウェルズJ・ポサダT・マルティ · ネスC・ノブロックS・ブロシアスD・ジーターT・レインズB・ウィリアムスP・オニールC・デービス | 8                              | 捕                             | E・ディアス                    | 右                             | C・オージェイE・ディアスR・セクソンE・ウィルソンT・フライマンO・ビスケルM・ウィッテンK・ロフトンM・ラミレスJ・トーミ |
| 9                        | 三                       | S・ブロシアス            | 右                       | D・ウェルズJ・ポサダT・マルティ · ネスC・ノブロックS・ブロシアスD・ジーターT・レインズB・ウィリアムスP・オニールC・デービス | 9                              | 二                             | E・ウィルソン                  | 両                             | C・オージェイE・ディアスR・セクソンE・ウィルソンT・フライマンO・ビスケルM・ウィッテンK・ロフトンM・ラミレスJ・トーミ |
| 先発投手                 | 先発投手                 | 先発投手                 | 投球                     | D・ウェルズJ・ポサダT・マルティ · ネスC・ノブロックS・ブロシアスD・ジーターT・レインズB・ウィリアムスP・オニールC・デービス | 先発投手                       | 先発投手                       | 先発投手                       | 投球                           | C・オージェイE・ディアスR・セクソンE・ウィルソンT・フライマンO・ビスケルM・ウィッテンK・ロフトンM・ラミレスJ・トーミ |
| D・ウェルズ              | D・ウェルズ              | D・ウェルズ              | 左                       | D・ウェルズJ・ポサダT・マルティ · ネスC・ノブロックS・ブロシアスD・ジーターT・レインズB・ウィリアムスP・オニールC・デービス | C・オージェイ                  | C・オージェイ                  | C・オージェイ                  | 右                             | C・オージェイE・ディアスR・セクソンE・ウィルソンT・フライマンO・ビスケルM・ウィッテンK・ロフトンM・ラミレスJ・トーミ |

### 第6戦 10月13日
- ヤンキー・スタジアム（ニューヨーク州ニューヨーク市ブロンクス区）

|                                | 1 | 2 | 3 | 4 | 5 | 6 | 7 | 8 | 9 | R | H  | E |
| ------------------------------ | - | - | - | - | - | - | - | - | - | - | -- | - |
| クリーブランド・インディアンス | 0 | 0 | 0 | 0 | 5 | 0 | 0 | 0 | 0 | 5 | 8  | 3 |
| ニューヨーク・ヤンキース       | 2 | 1 | 3 | 0 | 0 | 3 | 0 | 0 | X | 9 | 11 | 1 |

1. 勝利：デビッド・コーン（1勝）
2. 敗戦：チャールズ・ナギー（1敗）
3. 本塁打
CLE：ジム・トーミ4号満塁
NYY：スコット・ブロシアス1号3ラン
4. 審判
［球審］ジム・マッキーン
［塁審］一塁: ジム・エバンス、二塁: テッド・ヘンドリー、三塁: ジョン・シュロック
［外審］左翼: ラリー・ヤング、右翼: ティム・ウェルキー
5. 試合開始時刻: 東部夏時間（UTC-4）午後8時7分  試合時間: 3時間31分  観客: 5万7142人  気温: 54°F（12.2°C）
詳細: MLB.com Gameday / Baseball-Reference.com

| クリーブランド・インディアンス | クリーブランド・インディアンス | クリーブランド・インディアンス | クリーブランド・インディアンス | クリーブランド・インディアンス                                                                                          | ニューヨーク・ヤンキース | ニューヨーク・ヤンキース | ニューヨーク・ヤンキース | ニューヨーク・ヤンキース | ニューヨーク・ヤンキース |
| ------------------------------ | ------------------------------ | ------------------------------ | ------------------------------ | --- | ------------------------ | ------------------------ | ------------------------ | ------------------------ | --- |
| 打順                           | 守備                           | 選手                           | 打席                           | C・ナギーS・アロマーJr.J・トーミE・ウィルソンT・フライマンO・ビスケルB・ジャイルズK・ロフトンM・ラミレスD・ジャスティス | 打順                     | 守備                     | 選手                     | 打席                     | D・コーンJ・ジラルディT・マルティ · ネスC・ノブロックS・ブロシアスD・ジーターR・レディB・ウィリアムスP・オニールC・デービス |
| 1                              | 中                             | K・ロフトン                    | 左                             | C・ナギーS・アロマーJr.J・トーミE・ウィルソンT・フライマンO・ビスケルB・ジャイルズK・ロフトンM・ラミレスD・ジャスティス | 1                        | 二                       | C・ノブロック            | 右                       | D・コーンJ・ジラルディT・マルティ · ネスC・ノブロックS・ブロシアスD・ジーターR・レディB・ウィリアムスP・オニールC・デービス |
| 2                              | 遊                             | O・ビスケル                    | 両                             | C・ナギーS・アロマーJr.J・トーミE・ウィルソンT・フライマンO・ビスケルB・ジャイルズK・ロフトンM・ラミレスD・ジャスティス | 2                        | 遊                       | D・ジーター              | 右                       | D・コーンJ・ジラルディT・マルティ · ネスC・ノブロックS・ブロシアスD・ジーターR・レディB・ウィリアムスP・オニールC・デービス |
| 3                              | DH                             | D・ジャスティス                | 左                             | C・ナギーS・アロマーJr.J・トーミE・ウィルソンT・フライマンO・ビスケルB・ジャイルズK・ロフトンM・ラミレスD・ジャスティス | 3                        | 右                       | P・オニール              | 左                       | D・コーンJ・ジラルディT・マルティ · ネスC・ノブロックS・ブロシアスD・ジーターR・レディB・ウィリアムスP・オニールC・デービス |
| 4                              | 右                             | M・ラミレス                    | 右                             | C・ナギーS・アロマーJr.J・トーミE・ウィルソンT・フライマンO・ビスケルB・ジャイルズK・ロフトンM・ラミレスD・ジャスティス | 4                        | 中                       | B・ウィリアムス          | 両                       | D・コーンJ・ジラルディT・マルティ · ネスC・ノブロックS・ブロシアスD・ジーターR・レディB・ウィリアムスP・オニールC・デービス |
| 5                              | 一                             | J・トーミ                      | 左                             | C・ナギーS・アロマーJr.J・トーミE・ウィルソンT・フライマンO・ビスケルB・ジャイルズK・ロフトンM・ラミレスD・ジャスティス | 5                        | DH                       | C・デービス              | 両                       | D・コーンJ・ジラルディT・マルティ · ネスC・ノブロックS・ブロシアスD・ジーターR・レディB・ウィリアムスP・オニールC・デービス |
| 6                              | 三                             | T・フライマン                  | 右                             | C・ナギーS・アロマーJr.J・トーミE・ウィルソンT・フライマンO・ビスケルB・ジャイルズK・ロフトンM・ラミレスD・ジャスティス | 6                        | 一                       | T・マルティネス          | 左                       | D・コーンJ・ジラルディT・マルティ · ネスC・ノブロックS・ブロシアスD・ジーターR・レディB・ウィリアムスP・オニールC・デービス |
| 7                              | 左                             | B・ジャイルズ                  | 左                             | C・ナギーS・アロマーJr.J・トーミE・ウィルソンT・フライマンO・ビスケルB・ジャイルズK・ロフトンM・ラミレスD・ジャスティス | 7                        | 左                       | R・レディ                | 左                       | D・コーンJ・ジラルディT・マルティ · ネスC・ノブロックS・ブロシアスD・ジーターR・レディB・ウィリアムスP・オニールC・デービス |
| 8                              | 捕                             | S・アロマーJr.                 | 右                             | C・ナギーS・アロマーJr.J・トーミE・ウィルソンT・フライマンO・ビスケルB・ジャイルズK・ロフトンM・ラミレスD・ジャスティス | 8                        | 三                       | S・ブロシアス            | 右                       | D・コーンJ・ジラルディT・マルティ · ネスC・ノブロックS・ブロシアスD・ジーターR・レディB・ウィリアムスP・オニールC・デービス |
| 9                              | 二                             | E・ウィルソン                  | 両                             | C・ナギーS・アロマーJr.J・トーミE・ウィルソンT・フライマンO・ビスケルB・ジャイルズK・ロフトンM・ラミレスD・ジャスティス | 9                        | 捕                       | J・ジラルディ            | 右                       | D・コーンJ・ジラルディT・マルティ · ネスC・ノブロックS・ブロシアスD・ジーターR・レディB・ウィリアムスP・オニールC・デービス |
| 先発投手                       | 先発投手                       | 先発投手                       | 投球                           | C・ナギーS・アロマーJr.J・トーミE・ウィルソンT・フライマンO・ビスケルB・ジャイルズK・ロフトンM・ラミレスD・ジャスティス | 先発投手                 | 先発投手                 | 先発投手                 | 投球                     | D・コーンJ・ジラルディT・マルティ · ネスC・ノブロックS・ブロシアスD・ジーターR・レディB・ウィリアムスP・オニールC・デービス |
| C・ナギー                      | C・ナギー                      | C・ナギー                      | 右                             | C・ナギーS・アロマーJr.J・トーミE・ウィルソンT・フライマンO・ビスケルB・ジャイルズK・ロフトンM・ラミレスD・ジャスティス | D・コーン                | D・コーン                | D・コーン                | 右                       | D・コーンJ・ジラルディT・マルティ · ネスC・ノブロックS・ブロシアスD・ジーターR・レディB・ウィリアムスP・オニールC・デービス |